# Radońka (struga)
Radońka – struga w centralnej  Polsce, prawy dopływ Pilicy. Długość rzeki wynosi 13 km. Źródła rzeki znajdują się w okolicach wsi Mniszków, a ujście do Pilicy nieopodal Opactwa Cystersów w Sulejowie.